# 世界はUp & Fall
「世界はUp & Fall」（せかいはアップ・アンド・フォール）は、日本の歌手である沢田研二の55枚目のシングルである。
1990年5月23日に東芝EMIのイーストワールドレーベルより発売された。

## 解説
- 同年発売のアルバム『単純な永遠』の先行シングル。
- 作曲のDual Dreamは前作『DOWN』のNOBODY同様、男性コンビ（名義はDual Dreamだが実際の作曲は当時メンバーであった西山誠）。もう一人のメンバー小島健二は1991年に開催された沢田研二25周年コンサート「Julie Mania」にコーラスとして参加。
- 制作時の仮タイトルは「エレベーター・パニック」だった。

## 収録曲
- 全編曲：吉田建

1. 世界はUp & Fall
作詞：サエキけんぞう、作曲：Dual Dream
2. NEW SONG
作詞：尾上文、作曲：吉田慎一